# Scola Italiana
La Scola Italiana, o Scuola Italiana o ancora sinagoga Scola Italiana, rappresenta un antico luogo di culto ebraico a Venezia che risale al XVI secolo.

## Storia

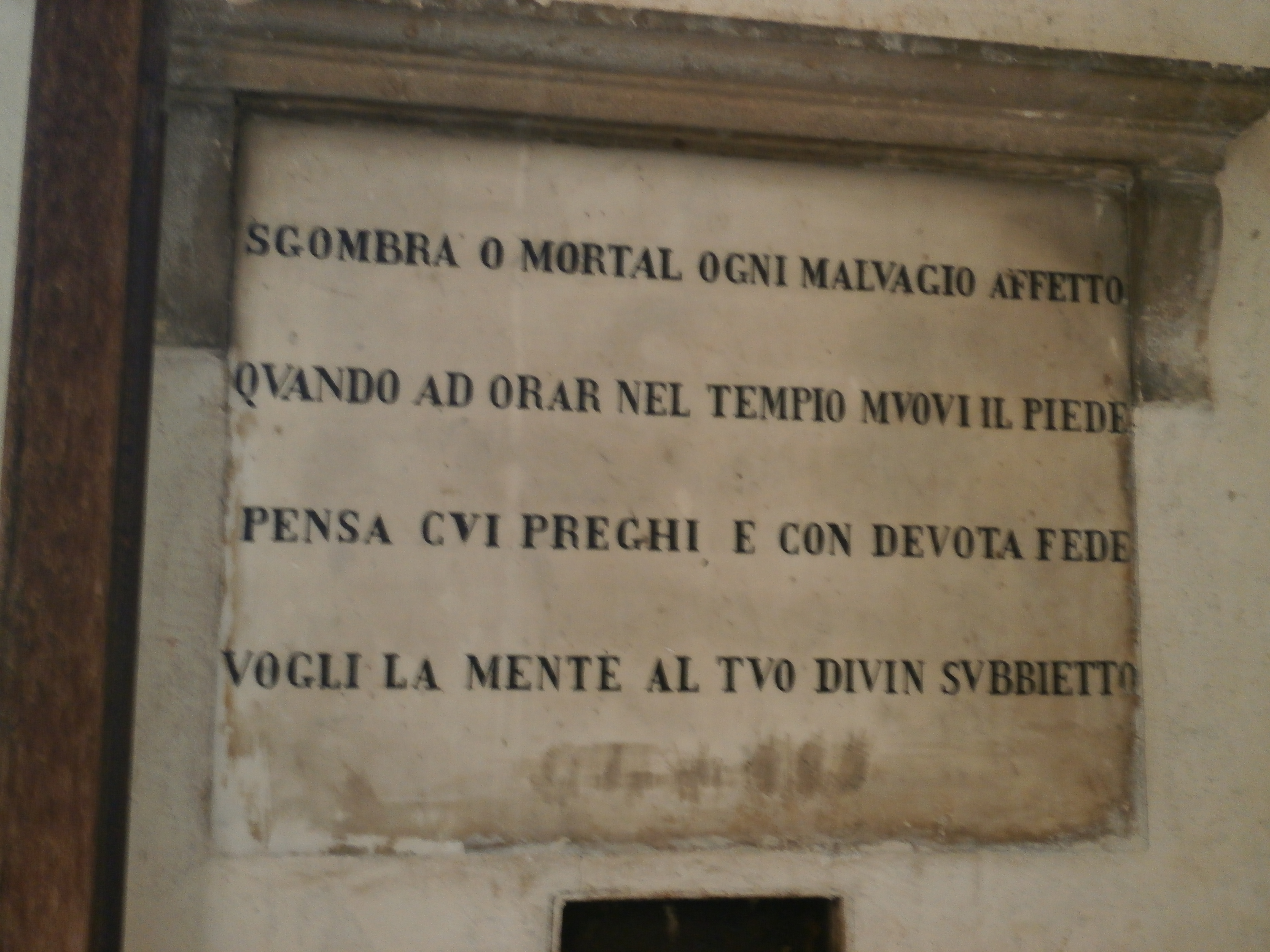
Epigrafe nella sala

La sinagoga fu la terza di Venezia e venne fondata nel 1575 dalla comunità ebraica di origine italiana cittadina, più povera rispetto agli aschenaziti. Fu oggetto di lavori di restauro a cavallo tra i secoli XVIII e XIX.

## Descrizione
Questa e le altre sinagoghe caratterizzano il ghetto veneziano ma la loro presenza è discreta perché difficilmente sono riconoscibili dall'esterno, mimetizzandosi con gli altri edifici. Solo entrando mostrano la ricchezza di quanto conservano.
La Scola si trova nel sestiere di Cannaregio, affacciata sul Campo del Ghetto Novo, a Venezia. La sinagoga ha una struttura che la rende la più semplice tra quelle di Venezia. Risulta molto luminosa perché la sala riceve luce da cinque grandi finestre che affacciano sul Campo del Ghetto Novo.